# انگیون
انگیون (اسم محلی بویراحمدی)، کمای ساورزی (نام علمی: Ferula haussknechtii) نام یک گونه از سرده آنقوزه است.
انگیون در ایران از جمله در بلندی‌های بالای ۲۵۰۰ متر در استان کهگیلویه و بویراحمد می‌روید.